# 웨이왕

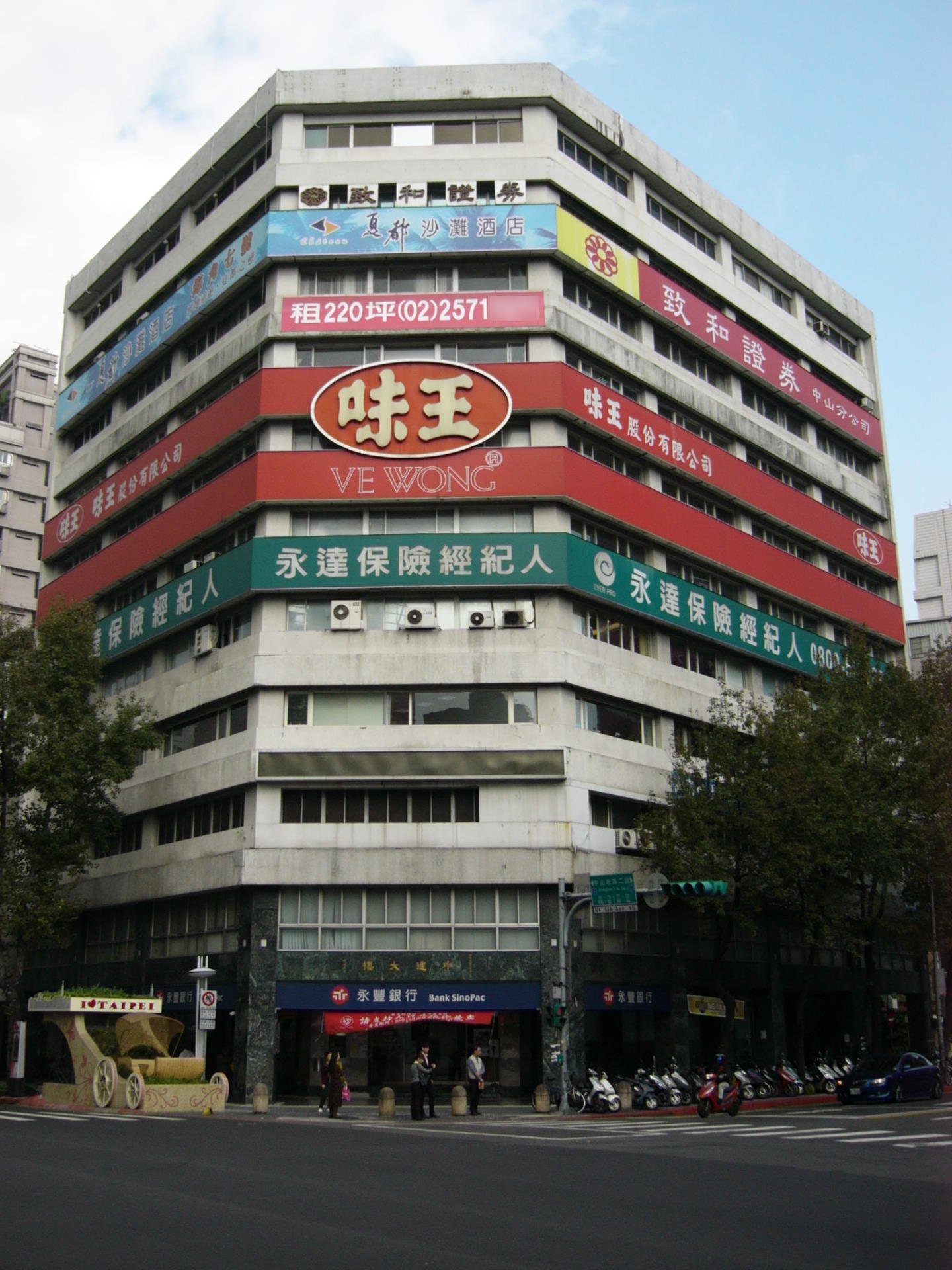

웨이왕(중국어 정체자: 味王, 병음: Wèiwáng, Ve Wong, 대만: 1203)은 1959년에 설립한 타이완의 식품공업 회사로, 공식 명칭은 미왕고분유한공사(중국어 정체자: 味王股份有限公司, 병음: Wèiwáng Gǔfènyǒuxiàngōngsī)이다.설립 당시에는 중국발효공업고분유한공사(中國醱酵工業股份有限公司)였다. 인스턴트 라면(왕자면이 유명), 엑기스, 간장 등을 생산하고 있으며, 타이, 베트남, 인도네시아에서도 투자를 하고 있다.